# Кастельсантанджело-суль-Нера
Кастельсантанджело-суль-Нера (итал. Castelsantangelo sul Nera) — коммуна в Италии, располагается в регионе Марке, в провинции Мачерата.
Население составляет 323 человека (2008 г.), плотность населения составляет 5 чел./км². Занимает площадь 70 км². Почтовый индекс — 62030. Телефонный код — 0737.
Покровителем коммуны почитается святой Стефан Первомученик, празднование 26 декабря.

## Демография
Динамика населения:

## Администрация коммуны
- Официальный сайт: http://www.castelsantangelo.sinp.net/